# سيباستيان يارل
سيباستيان يارل (بالنرويجية البوكمول: Sebastian Jarl)‏ هو لاعب كرة قدم نرويجي، ولد في 11 يناير 2000. لعب مع Kjelsås Fotball ‏.

## وصلات خارجية
- سيباستيان يارل على موقع اتحاد النرويج (النرويجية)
- سيباستيان يارل على موقع قاعدة بيانات كرة القدم.إي يو (الإنجليزية)